# Уран-234
Уран-234 (234U або U-234) — ізотоп урану. У природному урані та в урановій руді 234U виникає як непрямий продукт розпаду урану-238, але він становить лише 0,0055% (55 частин на мільйон, або 1/18 000) необробленого урану, оскільки його період напіврозпаду всього лише 245 500 років - це лише приблизно 1/18 000 більше, ніж 238U. Таким чином, співвідношення 234
U до 238
U в природному зразку еквівалентний відношенню їх періодів напіврозпаду. Основний шлях виробництва 234U через такий ядерний розпад: ядра урану-238 випромінюють альфа-частинку, щоб стати торієм-234. Далі, з коротким періодом напіврозпаду, ядра 234Th випромінюють бета-частинку, щоб стати протактинієм-234 (234Pa), або, ймовірніше, ядерним ізомером, позначеним 234mPa. Нарешті, ядра 234Pa або 234mPa випускають ще одну бета-частинку, щоб стати ядрами 234U.
Ядра урану-234 розпадаються через альфа-випромінювання до торію-230, за винятком крихітної частки (часток на мільярд) ядер, які зазнають спонтанного поділу.
Вилучення відносно невеликих кількостей 234U з природного урану було б можливим за допомогою розділення ізотопів, подібного до того, що використовується для звичайного збагачення урану. Однак у хімії, фізиці чи техніці немає реального попиту на виділення 234U. Дуже маленькі чисті зразки 234U можна виділити за допомогою хімічного іонообмінного процесу із зразків плутонію-238, які були витримані, щоб дозволити деякий розпад до 234U через альфа-випромінювання.
Збагачений уран містить більше 234U, ніж природний уран, як побічний продукт процесу збагачення урану, спрямованого на отримання урану-235, який концентрує легші ізотопи навіть сильніше, ніж 235U. У дослідницькій роботі МАГАТЕ TECDOC-1529 робиться висновок, що вміст 234U у збагаченому паливі прямо пропорційний ступеню 235U — збагачення 2% 235U призводить до 150 г 234U/тонну, і найбільш поширене збагачення 235U 4,5%, що призводить до 400 г 234U/тонну. Підвищений відсоток 234U у збагаченому природному урані прийнятний у сучасних ядерних реакторах. Перероблений (повторно збагачений) перероблений уран містить ще більші фракції 234U. Це вигідно, оскільки, хоча 234U не розщеплюється, він має тенденцію поглинати повільні нейтрони в ядерному реакторі, що виділяє 235U. Це набагато ефективніше, ніж серія кроків 238U + n → 239Np → |239Pu у заміні споживання діляться ізотопу.
Уран-234 має поперечний переріз захоплення нейтронів близько 100 барнів для теплових нейтронів і близько 700 барнів для його резонансного інтеграла — середнього значення нейтронів, що мають діапазон проміжних енергій. У ядерному реакторі обидва нерозщеплювані ізотопи 234U та 238U захоплюють нейтрон, тим самим розмножуючи подільні ізотопи 235U та 239Pu відповідно. 234U легше перетворюється на 235U і, отже, швидше, ніж 238U, перетворюється на 239Pu (через нептуній-239), оскільки 238U має набагато менший поперечний переріз захоплення нейтронів – лише 2,7 барна. У реакції 234U + n → 235U, вміст 234U у збагаченому на 4,5 % паливі стабільно падає протягом періоду опромінення, зменшуючись від 450 г/тонну HM до 205 г/тонну HM у паливі з опроміненням 60 ГВт-день/тонну HM. 
Крім того, (n, 2n) реакції з швидкими нейтронами також перетворюють невеликі кількості 235U в 234U. Цьому протидіє швидке перетворення доступного 234U у 235U шляхом захоплення теплових нейтронів. Відпрацьоване паливо може містити до 0,010% 234U, або 100 частин на мільйон, що є вищою часткою, ніж у природному урані (55 частин на мільйон). Збіднений уран, виділений під час процесу збагачення, містить набагато менше 234U (близько 0,001%), що робить радіоактивність збідненого урану приблизно вдвічі меншою, ніж у природного урану. Природний уран має «рівноважну» концентрацію 234U — точку, в якій відбувається однакова кількість розпадів 238U і 234U.
234U, а також 232U є звичайними побічними продуктами в реакторах, що перетворюють торій-232 в 233U, з протактинієм-233 як проміжною стадією.

## Дивись також
- Уран-уранове датування